# 박사모
박사모는 ‘박근혜를 사랑하는 모임’의 줄임말로서, 박근혜의 지지자들임을 표방하는 대한민국의 보수 성향의 시민단체이다. 공식 명칭은 대한민국 박사모이다. 2004년 3월 30일 1인 카페로 시작해 당시 4.15 총선을 앞두고 언론에서 관심을 보이면서 회원이 급속하게 늘었다. 2016년-2017년 박근혜-최순실 게이트와 박근혜 대통령 탄핵 소추 상황에서 박근혜와 그 측근에 대한 지지를 표방했다. 이후 헌법재판소에서 박근혜 탄핵안이 인용되자 태극기 집회를 주도했으나, 박근혜가 탄핵된 이후 조직의 내분이 지속되고 대표인 정광용이 폭력집회를 주도한 혐의로 구속되면서 동력을 잃었다.

## 주요 활동
박사모는 박근혜 당선 이전부터 온·오프라인에서 박근혜와 관련된 활동을 활발히 하고 있었다. 2016년 11월부터 몇 개월간 박근혜 전 대통령의 탄핵 인용을 반대하는 집회 활동을 했다. 그러나 2017년 3월 10일에 박근혜는 탄핵되었으며, 대표인 정광용은 폭력집회를 주도한 혐의로 경찰에 송치되었다.

## 각종 논란

### 민주노동당 선거 지원
2008년 4월 9일 박사모는 대한민국 제18대 총선에서 친이계 이방호 전 한나라당 사무총장을 낙선시키기고 강기갑 전 민주노동당 대표를 당선시키는 데 큰 공헌을 했다. 2008년 2월 기준으로 이방호가 강기갑보다 30% 이상 격차를 벌리고 있었으나, 친박계 의원이 공천에서 대거 탈락한 이른바 '친박 공천학살' 논란이 불거지면서 이방호 낙선운동의 배경이 됐다. 결과적으로 이방호가 강기갑에게 178표 차이로 패배하면서 박사모의 낙선운동이 유효했다는 평가가 지배적이다. 당시 강기갑은 박사모에 "박사모 회원들 고맙다! 참 많이 노력해줘서"라고 화답했다. 그러나 일각에서는 보수시민단체가 대표적 좌익 인사를 국회의원으로 만들어 준 것에 큰 비판이 있었다. 조갑제닷컴 조갑제 대표는 "박근혜씨는 박사모를 좀 말려야"한다면서 "박근혜씨는 한나라당 당원인데 그의 추종자들은 한나라당 공격, 親北派(친북파) 지원행위를 하고 있다. 박근혜씨의 묵인하에 이뤄지고 있는 셈이다."고 비판했다. 이에 박사모 정광용 대표는 "진주 MBC(현 MBC경남 진주본부) 인터뷰에서 ‘강기갑이 당선된다고 나라가 망하지는 않는다. 하지만 이방호가 당선되면 손대는 것마다 다 망했으니까 더 망할 수 있다’라고 했다"면서 "결국 강기갑 의원이 당선됐지만 나라 안 망했다"고 해명했다. 이방호 말고도 이재오, 박형준, 전여옥, 김희정의 낙선운동을 전개했고 전여옥을 뺀 나머지 의원들 역시 낙선한 바 있다.

### 친박연대와의 갈등
2008년 4월 10일 여의도 친박연대 당사 기자실에서 박사모 정광용 회장 주최로 전여옥 의원의 '선거법 위반 행위'와 관련된 긴급기자회견을 가지려 했으나 당직자의 제지해 몸싸움이 벌어졌다. 제18대국회의원선거에서 친박연대가 예상 밖 14석을 얻어내면서 내부 갈등이 표면으로 드러난 것이다. 친박연대의 선거활동을 도운 박사모는 "똥 눌 때 마음 다르고 누고 나서 마음 다르면 안 된다"며 격렬히 항의했고 친박연대 당직자는 "홍사덕 대표께 전달 받은 내용이 없다"고 반박했다. 이후 송영선 당 대변인이 상황을 정리하며 기자회견을 진행할 수 있었다.

### 미국산 쇠고기 수입 반대 촛불시위 참가
2008년 6월 3일 박사모가 미국산 쇠고기 수입반대 집회에 처음 가세했다. 박사모 회원 50여명은 3일 오후 6시께 서울광장 맞은편인 대한문 앞에서 '국민의 생명 위협하는 쇠고기 수입 중단하라'는 플래카드를 걸어놓고 촛불집회를 열었다. 이들은 자유발언을 마친 뒤 7시께 1,700여개 시민단체 및 인터넷 모임으로 구성된 '광우병 위험 미국산 쇠고기 전면 수입을 반대하는 국민대책회의'(국민대책회의)가 주최하는 촛불집회에 합류하기 위해 서울광장으로 이동했다. 정광용 박사모 중앙회장은 "보수 언론 등 보수 우파세력이 재협상을 요구하는 국민들에 대해 배후세력이 있다며 몰아붙이고 있다"며 "그러나 이것은 일부 좌파세력의 목소리가 아닌 전 국민의 목소리라는 걸 보여주기 위해 나왔다"고 말했다. 이에 조갑제는 "국민들은 박 의원이 촛불난동 사태 때에도 불법폭력 시위대보다는 이명박 정부의 이른바 졸속 협상을 더 비판했을 뿐 아니라 친북 좌익세력이 주동한 촛불난동을 이념적으로 보면 안 된다는 말을 한 것을 잘 기억한다”며 “그의 팬 클럽인 박사모는 한때 촛불시위에 가담하였다”고 비판했다.

### 인터넷 여론조작
2016년 11월 16일 박근혜 전 대통령이 엘시티 비리에 대해 엄중 수사를 지시한 뒤 엘시티 관련 검색어에 문재인 연루설이 떠돌아 다녔는데, 박사모에서 검색을 하라며 여론 조작을 시도한 것이라는 의혹이 제기 됐다. 박사모 측은 해당 의혹을 전면 부인하고 근거없는 루머에 대해 법적조치를 취하겠다는 공식 입장을 내놓았다.

### 각종 폭행 사건

#### 박정희 탄신일 폭행사건
2016년 11월 14일 박사모는 경북 구미시 상모사곡동 박정희 전 대통령 생가 입구에서 1인 시위를 벌이던 여성을 폭행해 물의를 빚었다. 이날 박사모 회원 10여 명은 '박근혜 퇴진'이란 피켓을 들고 1인 시위하던 여성의 멱살을 잡고 흔드는 등 몸싸움을 벌였으며 들고 있던 피켓을 부쉈다. 이에 대한민국 박사모 산하 구미·김천 박사모는 “14개 박사모 단체의 회원들이 박 전 대통령 탄생 99주년 숭모제에 참여했으나 대부분 자원봉사활동을 했다”며 “폭행에 가담한 사람은 지역민과 범박단체 회원”이라고 부정했다.

#### JTBC기자 폭행사건
2016년 11월 19일 박사모(박근혜 대통령을 사랑하는 사람들의 모임) 등 친박 단체들 중 일부 참가자들이 서울역 광장에서 중계방송을 준비중이던 JTBC 중계진에게 폭력을 행사했다. 이들은 JTBC가 최순실 국정 개입 관련 보도를 지속해온 것을 지적했고 “좌경세력의 주장” 이라고 주장하며 촬영 장비를 파손한 것으로 전해졌다. JTBC는 이날 박사모 등 보수 단체 집회 소식을 전하면서 “주최측은 평화집회를 주장했습니다만 숭례문까지 행진하는 과정에서 일부 참가자들이 중계방송을 준비 중이었던 저희 JTBC 중계진에게 폭력을 행사했다”고 보도했다. 실제 JTBC는 장비 파손 영향으로 영상이 아닌 전화로 현장 취재진들을 연결해 소식을 전했다.

### 참가자 가격표 논란
예전부터 친박 단체들의 집회인 일명 '태극희 집회'에서 돈을 주고 참가자를 모집한다는 의혹이 꾸준히 제기되었다. 그리고 2017년 1월 26일 JTBC 뉴스룸은 박사모 등 친박 단체들의 탄핵 반대 집회 관계자의 친박 집회에서 비용을 지불하고 참가자를 동원한다는 증언을 보도했다. 또다른 한 관계자는 참가자의 유형이나 상황에 따라 가격이 책정되는 가격표가 있다고 말했으며, 지방에서 주로 참가자를 모집해오라는 요구도 있었다고도 설명했다. 이 '가격표'를 정리하면, 목욕을 하고 오면 일당 5만원, 날씨가 추워지면 6만원, 젊은 여성이 유모차를 끌고오면 15만원을 주게 되어 있었다. 그러나 박사모와 어버이 연합을 비롯한 친박 단체들은 이를 부정했다.

### 테러 모의
박사모 온라인 카페 내에서 이정미 헌법재판소 소장직무대행과 박영수 특별검사와 특검보들에 대한 테러를 모의하는 글이 게시되었다. 2017년 2월 23일 오후 7시쯤에 박사모 온라인 카페에 “이정미만 사라지면 탄핵 기각 아니냐”라는 제목의 이정미 소장직무대행을 협박하는 글이 게시되어 경찰이 수사에 나섰으며, 헌법재판소 재판관들은 실탄을 소지한 경찰관이 24시간동안 경호하게 되었다. 그리고 2일 뒤인 2월 25일에 해당 글 작성자인 최 씨는 "수사가 개시됐다는 언론 보도를 보고 두려움 등 심적 부담감을 느꼈다"라고 진술하며 자수하였다. 또한 특검은 박영수 특별검사 자택에서 친박 단체들의 시위가 계속되었고, 인터넷에서 각종 테러 위협 글이 도를 넘었다며 경찰에게 박영수 특별검사의 신변보호를 요청하였다. 이에 따라 박 특검과 박충근, 이용복, 양재식, 이규철 4명의 특검보, 그리고 윤석열 수사팀장은 경찰의 신변보호를 받게 되었다.

### 사이비 종교단체라는 논란
여론조사에 따르면 70~80%의 여론이 탄핵을 찬성하고 있는데 뉴욕 타임스에서는 대한민국 박사모가 사이비 종교에 가까울 만큼 박근혜 대통령에게 열렬한 지지와 개인숭배를 하고 있고, 뉴욕 타임스에서는 이렇게 박근혜 대통령에게 지금도 헌신하고 충성하는 사람들 때문에 대한민국의 보수주의 세력이 분열되고 있다고 했다.

## 같이 보기
- 대한민국 어버이연합
- 대한민국엄마부대
- 대통령 탄핵무효 국민저항총궐기 운동본부
- 정광용 (정치인)
- 새누리당 (2017년)